# Novosibirsk
Novosibirsk (rusky Новосибирск, do roku 1925 Novonikolajevsk) je ruské město na řece Ob v jihovýchodní části Západosibiřské roviny, administrativní centrum Sibiřského federálního okruhu a Novosibirské oblasti. Žije zde přibližně 1,64 milionu obyvatel a jde tak o třetí nejlidnatější město v Rusku. Technicky vzato, je to i nejlidnatější město Ruska, které není zároveň subjektem Ruské federace.
Jakožto třetí největší město v Rusku a největší město Sibiře je významným obchodním, kulturním, průmyslovým, dopravním a vědeckým centrem, ačkoliv bylo založeno teprve roku 1893 v souvislosti s výstavbou Transsibiřské magistrály.

## Historie

### Novonikolajevsk
Prvním ruským osídlením na území dnešního Novosibirsku byl Nikolský pogost, později nazvaný Krivoščokovo. To se nacházelo na levém břehu Obu, asi 3 kilometry od ústí Ini. Podle encyklopedie Brockhause a Efrona žilo roku 1893 v Krivoščokově 685 obyvatel, fungovala zde základní škola a říční přístaviště.
Když padlo roku 1893 rozhodnutí, že přímo přes Krivoščokovo povede Velká sibiřská cesta, jak se původně říkalo Transsibiřské magistrále, obyvatelé se museli přestěhovat. Část z nich odešla na pravý břeh Obu, kde založili vesnici Krivoščokovskij Vysjolok. Právě v ní si 12. května 1893 rozbila tábor první skupina dělníků, kteří přišli stavět železniční most. Toto datum je dnes považováno za datum založení města.

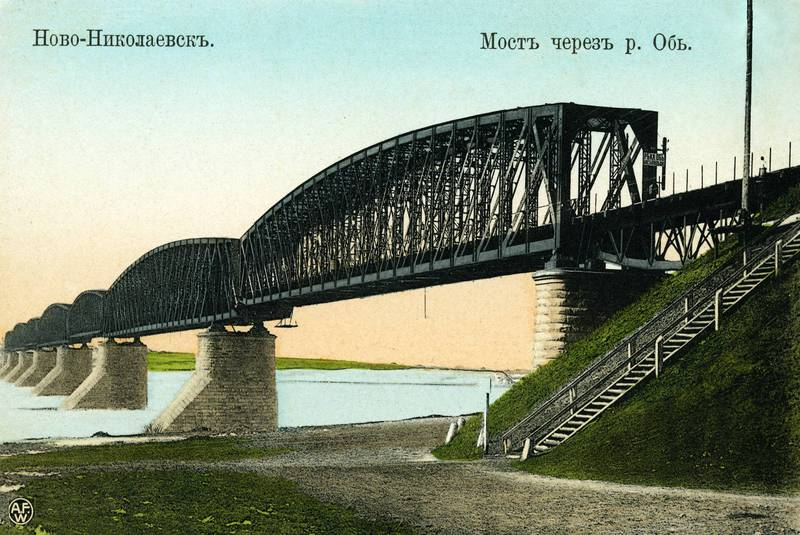
První železniční most přes Ob, impuls k založení města

Vesnice vysídlenců brzy splynula s kolonií stavitelů. 10. ledna 1904 potom car Mikuláš II. nařídil vystavět na tomto strategickém místě neújezdní město Novonikolajevsk (název odvozen od carova jména Mikuláš, rusky Nikolaj).
24. května 1909 vypukl veliký požár, který trval několik dní. Zničil 794 domů, více než 6 tisíc lidí zůstalo bez střechy nad hlavou a celkové škody dosáhly 5 milionů rublů ve zlatě. Krátce po požáru ještě vypukla epidemie tyfu[nepřesný odkaz].
V roce 1912 zavedla místní samospráva povinnou školní docházku (ta byla v celém Ruském impériu zatím pouze v Jaroslavli).
Od roku 1909 speciální komise řešila, z jakého bodu na Transsibiřské magistrále vystavět odbočku na Altaj do Semipalatinsku (dnes v Kazachstánu). Starosta Vladimir Žernakov věnoval mimořádné úsilí tomu, aby se novou křižovatkou stalo právě jeho město. To se mu nakonec podařilo, a rok 1912 se tak stal pro Novonikolajevsk osudovým, protože nezůstal tuctovým městem založeným při výstavbě Magistrály, ale změnil se ve velmi důležitou dopravní křižovatku.
Nyní nastal překotný rozvoj. Stavba trati Novonikolajevsk – Semipalatinsk nebyla v roce 1915 ještě ani dokončena a již zde žilo 70 tisíc obyvatel a fungovalo 7 bank. Symbolem tohoto období se stala kaple svatého Mikuláše, vysvěcená v prosinci 1914.

### Přerod v sovětský Novosibirsk
Po únorové revoluci proběhly volby do městského Národního shromáždění. Paralelně byl založen Sovět dělnických, vojenských a rolnických delegátů. Dne 27. prosince 1917 vtrhnul do budovy městské správy vojenský oddíl pod vedením Alexandra Iosifoviče Petuchova – moc ve městě se tak převzal místní sovět. Stejně jako v jiných městech pod kontrolou bolševiků, i zde záhy vypukl rudý teror. Ten se nezaměřoval pouze na buržoazii, ale i na bývalé politické spojence (revolučně orientované politické strany), kteří nyní bolševikům překáželi.

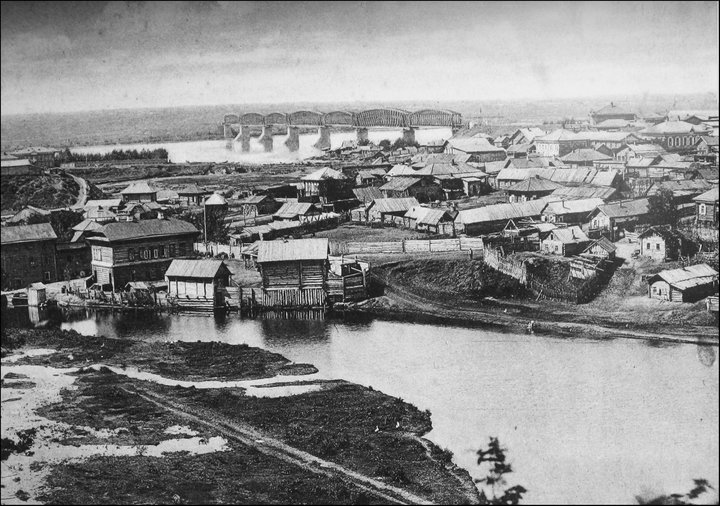
Město na počátku 20. století

Dne 26. května 1918 však obsadil Novonikolajevsk 7. střelecký pluk československých legií "Tatranský" pod vedením kapitána Radoly Gajdy. Při bojové operaci jim pomáhali také členové místního protibolševického odboje. Zároveň lidové povstání v Tomsku svrhlo guberniální bolševický sovět a byl vyhlášen záměr vytvořit nezávislou Sibiřskou oblast, v jejímž čele měl stanout představitel protimonarchistické univerzitní inteligence Grigorij Nikolajevič Potapin. Dne 28. května přijel do Novonikolajevska plukovník Grišin-Almazov, který se představil jako velitel Západosibiřského vojenského okruhu republiky Autonomní Sibiř. Vojenská správa Novonikolajevska nechala 4. června 1918 bez soudu zastřelit představitele městského bolševického sovětu za zvěrstva, kterých se dopustili. Dne 30. června předal Západosibiřský komisariát své kompetence Dočasné sibiřské vládě (pod vedením Vologodského), která vládla z Tomska a Charbinu. Vojensky v této době město stále ovládali českoslovenští legionáři. V listopadu 1919 Autonomní Sibiř padla, vojska 5. Tuchačevského Rudé armády dobyla Omsk (po uzavření „dohody“ s československými legionáři o odchodu do Vladivostoku) a zanedlouho vojska Sibiřské armády složila zbraně. Tomsk a Novonikolajevsk padly po 20. prosinci 1919, po přesunu legií k Irkutsku.
Na jaře 1920 zbylo v Novonikolajevsku pouze asi 20 tisíc obyvatel, nefungovaly zde téměř žádné instituce, vlaky nejezdily, lidé hladověli. Zpočátku zde byl umístěn Leninem zřízený orgán vojenské diktatury na Sibiři Sibrevkom a Novonikolajevsk se tak stal centrem Tomské gubernie. Zanedlouho však došlo k tzv. západosibiřskému povstání proti bolševikům (1921–1922), které požadovalo socialistickou revoluci bez bolševiků a Komunistické strany Ruska. Vážně hrozilo, že povstalci zaútočí na město, Sibrevkom byl proto promptně evakuován do Tomska a Novonikolajevsk přišel o status guberniálního města.
Novonikolajevsk však byl stále důležitým dopravním uzlem, Celoruský ústřední výkonný výbor RSFR proto 13. června 1921 rozhodl, že z Novonikolajevska se stane dělnické administrativně-politické centrum. Na úkor části Tomské a Omské gubernie vznikla nová Novonikolajevská gubernie. Do jejího hlavního města se přesunul Sibrevkom, z Omska byly přestěhovány orgány Ruské komunistické strany, včetně redakce novin Sovětská Sibiř. Význam Novonikolajevska ještě vzrostl v roce 1925, kdy se stalo hlavním městem nově zřízeného Sibiřského kraje, který zahrnoval bývalou Tomskou, Omskou, Novonikolajevskou, Altajskou a Jenisejskou gubernii a také Ojrotskou autonomní oblast.
V prosinci 1925 probíhal 1. sjezd sovětů Sibiře, kde byla řešena otázka přejmenování města, nesoucího jméno svrženého cara. Již 10. 12. 1925 informovaly noviny Sovětská Sibiř o přejmenování Novonikolajevska na Novosibirsk, ačkoliv celá věc ještě nebyla oficiálně zcela schválena. Název města otiskli i s pravopisnou chybou, kterou rolničtí delegáti na sjezdu učinili – správně by se podle tehdejších pravidel měl název Novosibirsk zapisovat se spojovníkem (Ново-Сибирск). Celoruský ústřední výkonný výbor sice již v únoru následujícího roku tuto chybu opravil a příslušný zákon z března uváděl Novosibirsk se spojovníkem, původní chybná verze se však již stačila uchytit a název se spojovníkem se tak prakticky nikdy nepoužíval.

### Budování velkoměsta

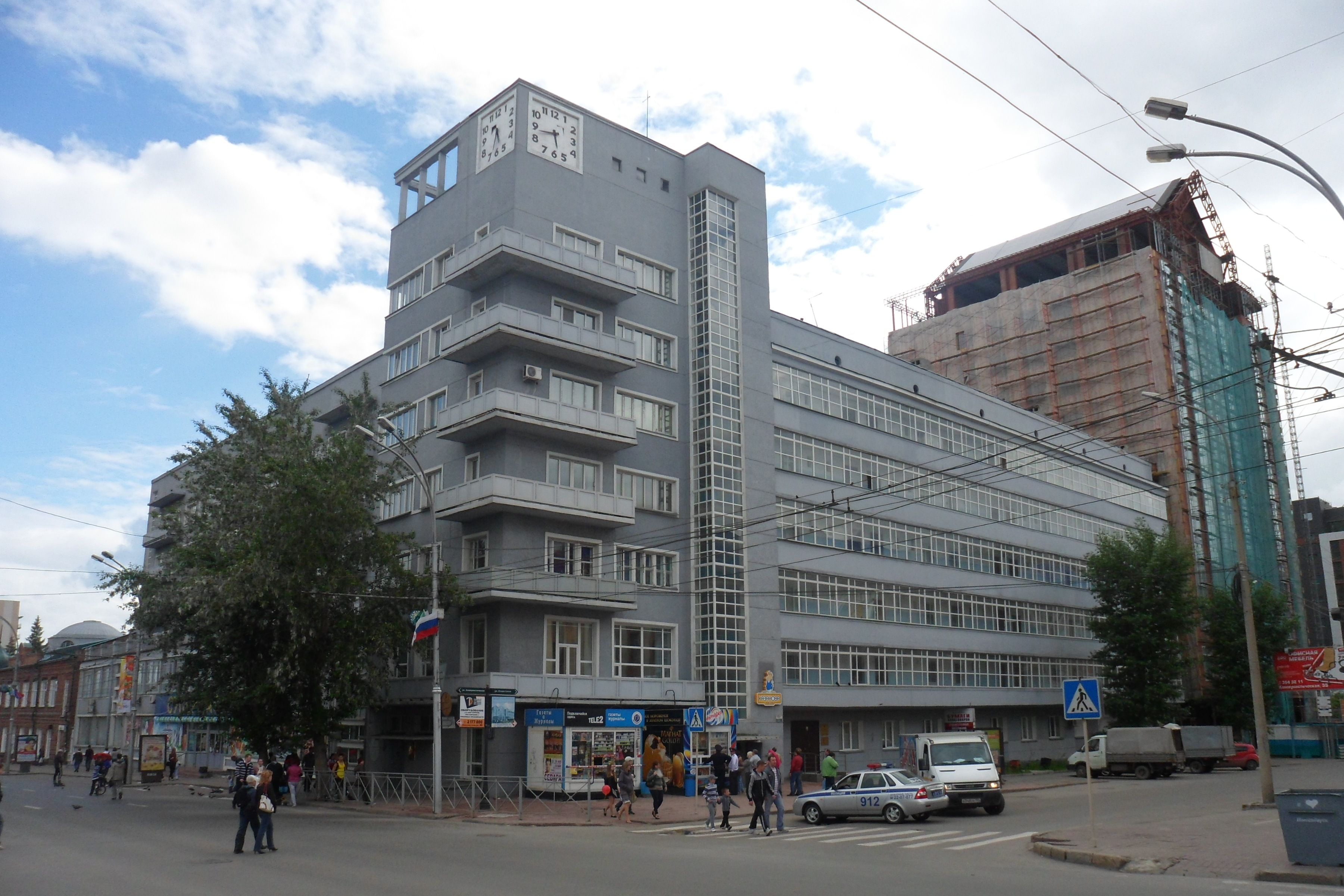
Konstruktivistický dům ze 30. let

Velmi záhy po přejmenování nastal doslova raketový rozvoj města, které proto na konci 20. let Anatolij Lunačarskij označil za sibiřské Chicago. Roku 1930 bylo rozšířeno i na levý břeh Obu, v témže roce se také stalo centrem nově zřízeného Západosibiřského kraje. V této době zde vznikala řada vynikajících konstruktivistických staveb (např. budova Státní banky z roku 1930). Mnohé z nich však byly po roce 1932 přestavěny či přeprojektovány ve stylu socialistického realismu. To je případ i Paláce vědy a kultury, jednoho ze symbolů města, které vznikalo v letech 1931–1941 (dnes Novosibirské státní akademické divadlo opery a baletu). Zatímco teprve v polovině 20. let se počet obyvatel přehoupl přes hranici 100 tisíc, již na konci 30. let zde žilo přes 400 tisíc obyvatel.
Od roku 1937 byl Západosibiřský kraj rozdělen na Novosibirskou oblast a Altajský kraj (z nichž se ještě později vydělila Kemerovská oblast a Tomská oblast).
V roce 1936 zde byl otevřen Letecký závod č. 153 (později Novosibirský letecký závod V. P. Čkalova), který se specializoval na výrobu jednoho z nejmodernějších stíhacích letounů své doby, Polikarpova I-16. Během 2. světové války se tato továrna, situovaná bezpečně hluboko v týlu, stala jedním z hlavních dodavatelů letecké techniky Rudé armádě. Roku 1944 vyprodukoval závod každý den až 33 stíhaček Jakovlev Jak-3, Jak-7 a Jak-9, ačkoliv zde pracovaly především 12–14leté děti z nedalekých vesnic, které za 700 g chleba na den dovedly zajistit dodávky jednoho leteckého pluku denně. Novosibirské děti v letech 1941–1945 dodaly na frontu 550 pluků bojových letadel, čímž významně přispěly k porážce Třetí říše.
Evakuace obyvatel a průmyslové výroby z evropské části Ruska během 2. světové války byla dalším mocným impulzem k rozvoji města. Během 40. a 50. let se počet obyvatel zvýšil o asi 400 tisíc a Novosibirsk se mílovými kroky blížil k hranici milionu obyvatel, které dosáhl v roce 1962. Tempo růstu města neochabovalo, proto se roku 1972 začalo s projektováním novosibirského metra. To bylo slavnostně otevřeno v roce 1986, čímž se stalo 1. metrem v asijské části současného Ruska a 4. metrem v Rusku vůbec.
Aby bylo rodící se velkoměsto zabezpečeno elektrickou energií, byla na Obu vybudována gigantická Novosibirská přehrada s elektrárnou o výkonu 400 megawattů. V 50. létech zde bylo také postaveno Centrum pro vědecký výzkum a jižně od centra komplex pro vzdělávací a vědecký výzkum Akademgorodok. Od roku 1948 zde funguje závod na zpracování uranu, produkující v posledních desetiletích především palivo pro jaderné elektrárny. V 50. byl založen Akademgorodok, vědecká a studentská čtvrť, sídlo mnoha vědeckých institucí a Novosibirské státní univerzity.

### Současný Novosibirsk

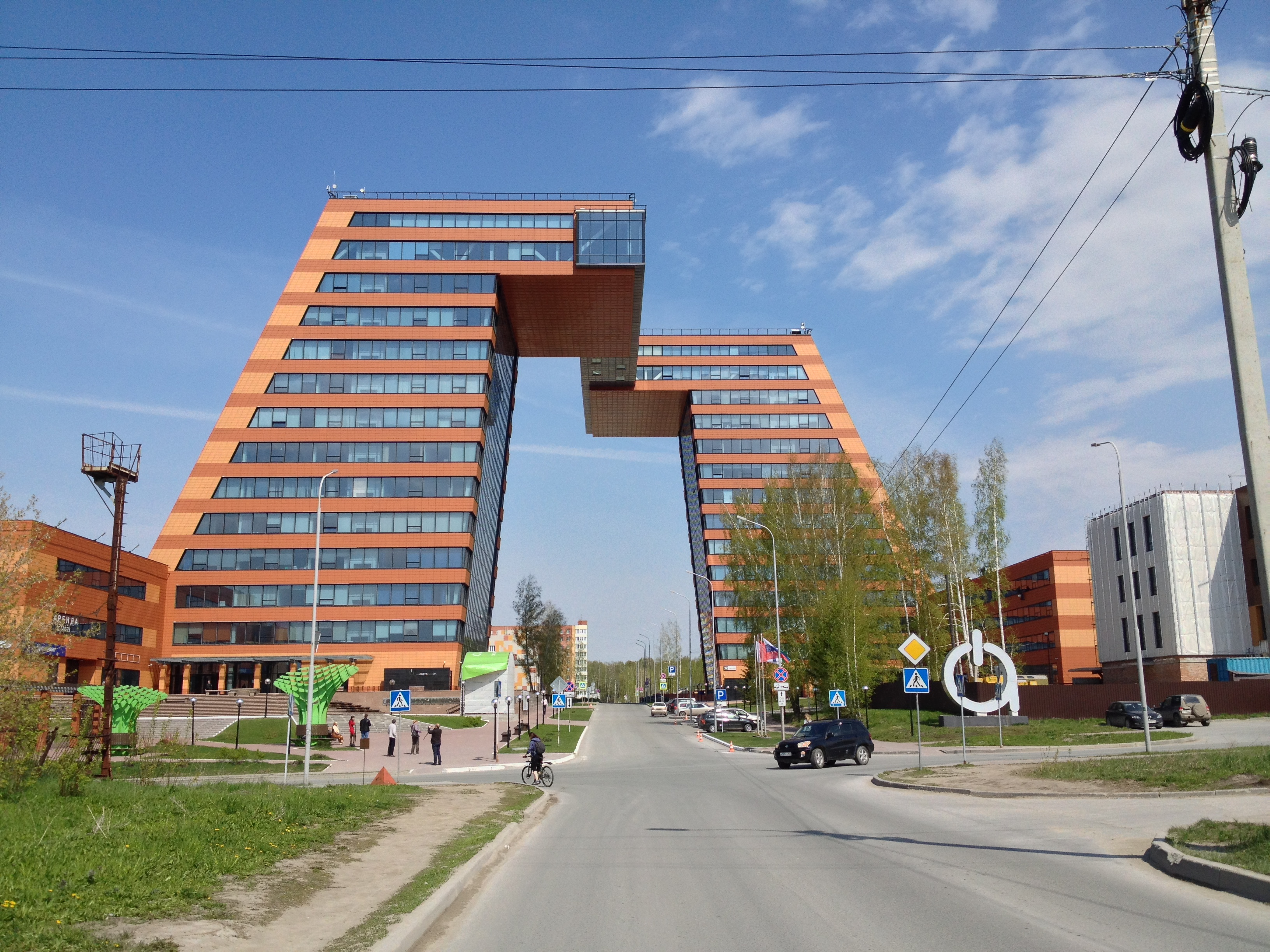
Novosibirský vědecko-technologický park

Po rozpadu SSSR v roce 1991 nastala v Novosibirsku, stejně jako v celé zemi, hluboká hospodářská krize. Mezi léty 1991–1998 se průmyslová výroba snížila na méně než třetinu, přičemž pokles nejvíce zasáhl sofistikované technologické obory jako radioelektroniku, mikroelektroniku, výrobu přístrojů a letecký průmysl. Počet obyvatel po desetiletích strmého růstu poprvé klesl. Zároveň však proběhla transformace na tržní hospodářství, vznikla celá řada malých firem a větší roli začaly hrát služby.
Situace se stabilizovala až po roce 2000. Město začalo opět prosperovat a v roce 2002 se stalo 3. největším městem v Rusku po Moskvě a Petrohradu, o 10 let později překročilo hranici 1,5 milionu obyvatel. Roku 2013 byl v Akademgorodku dostavěn vědecko-technologický park, zaměřený na rozvoj inovativních technologií v oblasti výroby přístrojů, informačních technologií, biotechnologií a biomedicíny, nanotechnologií a nových materiálů.

## Městské symboly

### Znak
Současný znak Novosibirsku vznikl roku 2004 drobnými úpravami znaku z roku 1993. Je tvořen zeleno-stříbrným heraldickým štítem, rozděleným šikmou modrou linkou, představující řeku Ob. Zleva doprava se táhne stříbrno-zelená tenká linka, znamenající Transsibiřskou magistrálu. Zlatý půlkruh přes řeku symbolizuje železniční most přes Ob, díky kterému město vzniklo.
Nad štítem se nachází hradební koruna s pěti zuby. Štítonoši jsou zde černí soboli s červenými jazyky, stříbrnými nosy, očima a spáry. Podnoží je tvořeno stužkou se stejným motivem jako na štítu, uprostřed doplněno červeným lukem se dvěma zkříženými šípy.
Soboli a luk s šípy jsou převzaty z historického znaku Sibiřské gubernie.

### Vlajka
Vlajka Novosibirsku byla přijata v roce 1993. Je tvořena listem o poměru stran 2:3 diagonálně rozděleným modrým vlnitým břevnem s tenkými bílými okraji na dvě pole – zelené (horní část) a bílé (dolní část).
Modrý vlnitý pruh symbolizuje řeku Ob. Zelené pole symbolizuje zdraví a přírodní bohatství Sibiře, bílé pole čistotu s sibiřské sněhy.

## Geografie
Novosibirsk je situován v jihovýchodní části Západosibiřské roviny, na obou březích Obu. Leží na 55. rovnoběžce, čili přibližně na stejné úrovni s Omskem, Moskvou, Kodaní či Glasgow.
Podloží města je tvořeno silným kamenným podkladem, na kterém leží vysoká vrstva sedimentů: hlíny, oblázků a písku. Ve druhé polovině čtvrtohor na území města započalo pomalé zdvihání zemské kůry, které pokračuje dodnes. Kvůli tomuto procesu zde občas dochází ke slabým zemětřesením o síle 2–3 stupně Richterovy škály (silnější je vyloučeno).
Struktura zemského povrchu je dána tím, že Novosibirsk se nachází na Přiobské náhorní plošině u řeky Ob. Levobřežní část tak má ploský reliéf, nejvyšší bod se nachází poblíž náměstí Karla Marxe – 151 m n. m. Pravobřežní část je rozčleněna mnoha roklemi a stržemi, neboť je okrajovou částí Salairské pahorkatiny. Nejvyšší nadmořská výška pravobřežní části dosahuje 214 m.
Přes Novosibirsk protéká jeden z největších světových veletoků, Ob. Jeho šířka ve městě činí 750–850 m a hloubka okolo 3 m. Zamrzá obyčejně v říjnu a ledy povolí na začátku května. Jeho největším přítokem na území města je Iňa. Z jihu k městu přiléhá Novosibirská přehrada. Vybudována byla v roce 1957, její plocha činí 1070 km², šířka 18 km a délka 185 km, hloubka až 25 m.

## Klima
Podnebí Novosibirsku je silně kontinentální. Nachází se v rovinaté části hluboko v srdci asijské pevniny, teplotní výkyvy jsou proto krátkodobě i dlouhodobě velmi citelné – nejsou zde hory, které by zbrzdily ledové větry ze severu či teplé z jihozápadu, není zde oceán, který by kumuloval teplo či chlad.
Počasí zde je slunečné, za rok průměrně 2088 slunečných hodin (pro srovnání: Praha asi 1600, Dubrovník 2600).
| Novosibirsk – podnebí                                        | Novosibirsk – podnebí | Novosibirsk – podnebí | Novosibirsk – podnebí | Novosibirsk – podnebí | Novosibirsk – podnebí | Novosibirsk – podnebí | Novosibirsk – podnebí | Novosibirsk – podnebí | Novosibirsk – podnebí | Novosibirsk – podnebí | Novosibirsk – podnebí | Novosibirsk – podnebí | Novosibirsk – podnebí |
| Období                                                       | leden                 | únor                  | březen                | duben                 | květen                | červen                | červenec              | srpen                 | září                  | říjen                 | listopad              | prosinec              | rok                   |
| ------------------------------------------------------------ | --------------------- | --------------------- | --------------------- | --------------------- | --------------------- | --------------------- | --------------------- | --------------------- | --------------------- | --------------------- | --------------------- | --------------------- | --------------------- |
| Nejvyšší teplota [°C]                                        | 4,1                   | 5,5                   | 14,5                  | 30,7                  | 36,1                  | 36,6                  | 37,2                  | 35,7                  | 36,0                  | 27,2                  | 11,5                  | 5,0                   | 37,2                  |
| Průměrné denní maximum [°C]                                  | −12,1                 | −9,7                  | −1,9                  | 8,1                   | 18,8                  | 23,4                  | 25,4                  | 22,8                  | 16                    | 7,6                   | −3,5                  | −9,9                  | 7,1                   |
| Průměrná teplota [°C]                                        | −16,5                 | −14,8                 | −7,6                  | 2,3                   | 11,8                  | 17,1                  | 19,4                  | 16,6                  | 10,2                  | 3,1                   | −6,9                  | −14                   | 1,7                   |
| Průměrné denní minimum [°C]                                  | −20,9                 | −19,5                 | −12,8                 | −2,4                  | 5,6                   | 11,2                  | 13,8                  | 11,2                  | 5,6                   | −0,4                  | −10,3                 | −18,3                 | −3,1                  |
| Nejnižší teplota [°C]                                        | −51,1                 | −46,3                 | −36,4                 | −29,1                 | −8,6                  | −2,2                  | 1,5                   | 0                     | −6,9                  | −26,4                 | −40                   | −45,7                 | −51,1                 |
| Průměrné srážky [mm]                                         | 25                    | 18                    | 17                    | 27                    | 34                    | 55                    | 66                    | 60                    | 43                    | 45                    | 37                    | 33                    | 460                   |
| Zdroj: http://pogoda.ru.net/climate/29638.htm 4. června 2017 |                       |                       |                       |                       |                       |                       |                       |                       |                       |                       |                       |                       |                       |

## Administrativní dělení
Novosibirsk se dělí na 10 městských obvodů (rajónů):

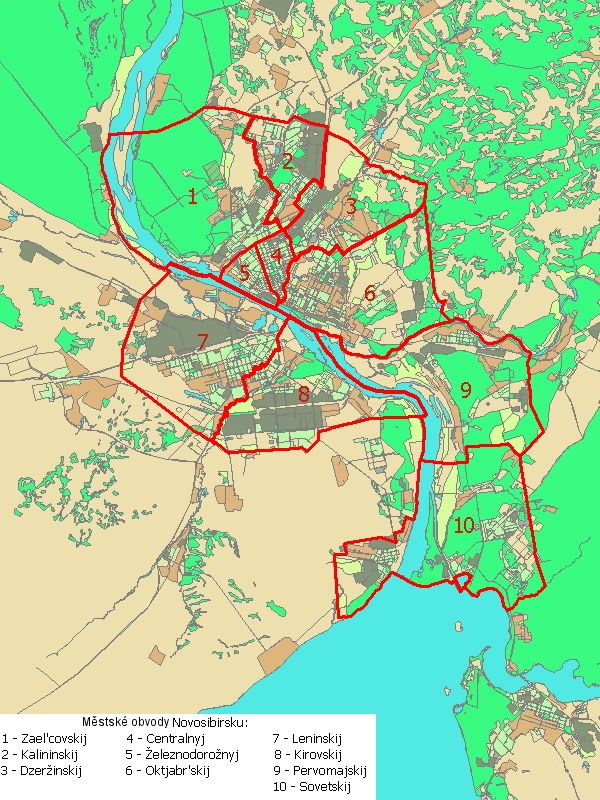
Rajóny Novosibirsku

| Obvod           | Počet obyvatel (2016) | Rozloha (km²) | Hustota zalidnění (ob./km²) |
| --------------- | --------------------- | ------------- | --------------------------- |
| Centralnyj      | 77 649                | 6,4           | 12 133                      |
| Dzeržinskij     | 172 370               | 41,3          | 4 174                       |
| Kalininskij     | 196 939               | 46,2          | 4 263                       |
| Kirovskij       | 181 984               | 52            | 3500                        |
| Leninskij       | 298 342               | 70,3          | 4 244                       |
| Oktjabrskij     | 218 715               | 57,6          | 3 797                       |
| Pervomajskij    | 85 579                | 71,7          | 1 194                       |
| Sovětskij       | 140 520               | 76,7          | 1 832                       |
| Zajelcovskij    | 147 464               | 83            | 1 778                       |
| Železnodorožnyj | 64 576                | 8,3           | 7 780                       |

## Obyvatelstvo
Novosibirsk je třetím nejlidnatějším městem Ruska. Milióntý obyvatel se narodil 2. prosince 1962. Na počátku 21. století se stal třetím ruským městem (po Moskvě a Petrohradu), které překonalo hranici 1,5 milionu obyvatel.
Kromě stálých obyvatel dojíždí do Novosibirsku každodenně za prací nejméně 100 tisíc lidí.
V roce 2012 připadalo na 1000 obyvatel 13,2 narozených, 12,3 úmrtí, 9,6 svateb a 5,0 rozvodů. Kromě přirozeného přírůstu obyvatelstva zvyšuje populaci především migrace ze Sibiře a ze střední Asie.
| Vývoj počtu obyvatel | Vývoj počtu obyvatel | Vývoj počtu obyvatel | Vývoj počtu obyvatel | Vývoj počtu obyvatel | Vývoj počtu obyvatel | Vývoj počtu obyvatel | Vývoj počtu obyvatel | Vývoj počtu obyvatel | Vývoj počtu obyvatel | Vývoj počtu obyvatel |
| -------------------- | -------------------- | -------------------- | -------------------- | -------------------- | -------------------- | -------------------- | -------------------- | -------------------- | -------------------- | -------------------- |
| 1897                 | 1923                 | 1926                 | 1931                 | 1939                 | 1956                 | 1970                 | 1979                 | 1989                 | 1997                 |                      |
| 8 000                | 74 600               | 120 000              | 180 100              | 404 000              | 731 000              | 1 160 963            | 1 312 480            | 1 436 516            | 1 367 000            |                      |
| 2002                 | 2006                 | 2010                 | 2014                 | 2015                 | 2016                 | 2017                 | 2018                 | 2019                 | 2020                 |                      |
| 1 425 508            | 1 397 000            | 1 473 754            | 1 547 910            | 1 567 087            | 1 584 138            | 1 602 915            | –                    | –                    | –                    |                      |

### Národnostní složení
Podle sčítání lidu roku 2010 je národnostní složení Novosibirsku následující:
- Rusové 92,82 % (1 269 979)
- Ukrajinci 0,92 % (12 570)
- Uzbekové 0,75 % (10 323)
- Tataři 0,73 % (9 985)
- Němci 0,63 % (8 649)
- Tádžikové 0,61 % (8 396)
- Arméni 0,47 % (6 446)
- Kyrgyzové 0,44 % (6 033)
- Azerové 0,41 % (5 652)
- Bělorusové 0,24 % (3 277)

## Pamětihodnosti
- Rudý prospekt – hlavní třída Novosibirsku o délce 6,7 km. Táhne se od nábřeží Obu přes hlavní Leninovo náměstí až téměř k bývalému letišti Severnyj. Nachází se zde domy z carské éry a také řada památek sovětského konstruktivismu, např. budova Státní banky (1930), budova trastu Zapsibzoloto (1930–1932), budova Krajispolkomu (1930–1932), Dům Aeroflotu (1933).
- Novosibirské státní akademické divadlo opery a baletu – největší divadelní budova Ruska, jeden ze symbolů města. Původně konstruktivistický projekt byl během výstavby přeprojektován ve stylu socialistického realismu.
- Železniční stanice Novosibirsk-Glavnyj – monumentální nádražní budova z roku 1939. Původně konstruktivistický projekt byl zcela přepracován v duchu stalinistického stavitelství, hlavní hala tak připomíná vítězný oblouk, fasáda je zdobena toskánskými pilastry, dojem umocňuje velká atika. Celkový tvar budovy má připomínat parní lokomotivu.
- Chrám svatého Alexandra Něvského – první kamenná budova ve městě, vysvěcená již 6 let po vzniku města. Stojí na začátku hlavní třídy Novosibirsku, Rudého prospektu.
- Městské tržiště (nyní Novosibirské státní regionální muzeum) – budova z roku 1911 je dnes architektonickou památkou federálního významu. Spolu s divadlem opery a baletu tvoří dominantu hlavnímu náměstí Novosibirsku, náměstí Lenina.
- Stobytový dům – bytový dům, vystavěný v roce 1937 podle projektu Andreje Krjačkova. Projekt byl na světové výstavě v Paříži oceněn zlatou medailí.
- Dům Lenina (dnes Novosibirská filharmonie) – vystavěn na počest revolučního vůdce Lenina v roce 1926. Původně relativně strohý objekt připomínající Leninovo mauzoleum v Moskvě byl ve 40. letech přestavěn v klasickém stylu. Od roku 1985 slouží místní filharmonii.
- Budova obchodní komory (nyní Novosibirské státní akademické dramatické divadlo Rudý plamen) – vystavěna ve stylu ruského klasicismu roku 1914. Sloužila k formálnímu i neformálnímu setkávání podnikatelů, konaly se zde i nejrůznější kulturní akce jako divadelní představení či koncerty. V roce 1918 byl přejmenován na Dům revoluce a scházel se zde místní Sovět dělnických, vojenských a rolnických delegátů. Od roku 1922 slouží jako divadlo, v roce 1932 sem byl přesunut divadelní soubor Rudý plamen z Oděsy.
- Novosibirské muzeum železniční techniky – rozsáhlá expozice parních, dieselových i elektrických lokomotiv, vagónů a také automobilů.
- Novosibirská zoologická zahrada – jedna z největších zoologických zahrad v Rusku. V roce 2016 zde na 60 ha chovali okolo 11 tisíc zvířat 770 různých živočišných druhů.
- Centrální sibiřská botanická zahrada – největší botanická zahrada v asijské části Ruska, rozprostírá se v blízkosti Akademgorodku na více než 1000 ha.
- Dětská železnice – dětská železnice o délce 5,3 km s 5 stanicemi. Otevřena byla v roce 2005.

## Ekonomika

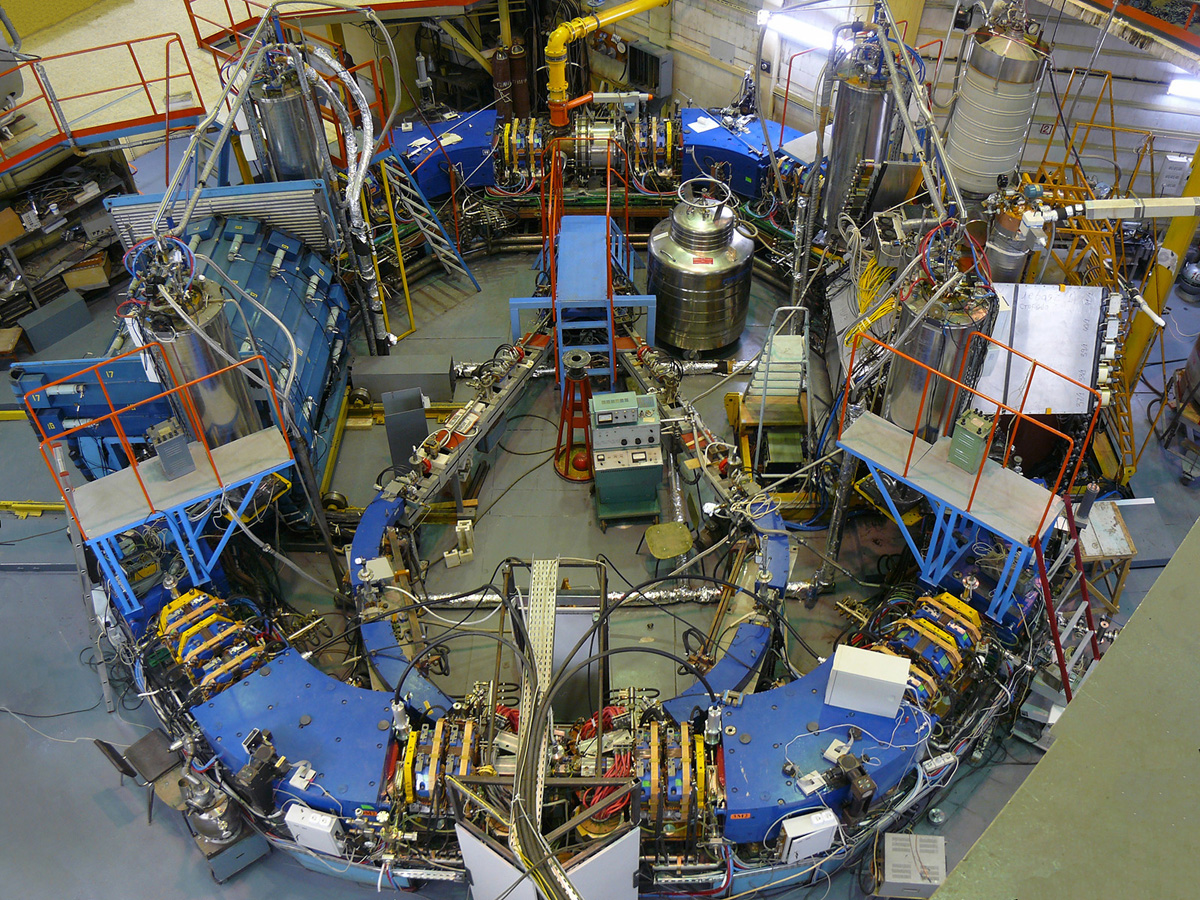
Urychlovač částic VEPP-2000 ve výzkumném středisku RAV v Akademgorodku

Novosibirská oblast obecně patří k těm bohatším v Rusku, z 85 subjektů Ruské federace roku 2015 produkovala 30. nejvyšší HDP na obyvatele, což bylo ale stále více než třikrát méně, než vytvořila Moskva.
Co se týče úrovně socioekonomického rozvoje, server Ekspert Online ocenil v roce 2017 vědecké a průmyslové hlavní město Sibiře jako 6. nejlepší město v Rusku. Finanční server banki-v.ru zhodnotil téhož roku Novosibirsk jako město s 9. nejlepší úrovní života v Ruské federaci. Svaz podnikatelů Klub liderov potom v roce 2017 ocenil investiční klima v Novosibirské oblasti jako 4. nejlepší z 30 hodnocených regionů.
Pro ekonomiku Novosibirsku je charakteristická hluboká diverzifikace. Průmyslové giganty, které zdědila mnohá postsovětská města, zde nejsou. Naopak se daří malému a střednímu byznysu nejrůznějších odvětví. Roste zejména sektor služeb, doprava, logistika a vědecký výzkum.
Důležitou roli v rozvoji technologicky vyspělých odvětví ekonomiky hraje novosibirský Akademgorodok. Sídlí zde prezidium Sibiřského oddělení Ruské akademie věd, Novosibirská státní univerzita, fyzicko-matematické gymnázium, vědecko-technologický park, podnikatelský inkubátor a celá řada technologických firem. Své pobočky zde mají globální firmy jako Intel, IBM či Schlumberger, vznikla zde již ale i celá řada úspěšných startupů (např. Novosoft).

### Průmysl
Mezi nejsilnější průmyslová odvětví patří energetika, plynařství, vodárenství, metalurgie, zpracování kovů a strojírenství – tyto obory v roce 2011 představovaly 94 % veškeré průmyslové výroby Novosibirsku. Téhož roku zde bylo zaregistrováno 132 071 firem a 43 402 živnostníků.
Letecký průmysl představuje Novosibirský letecký závod V. P. Čkalova, spadající do Sjednocené letecké korporace. Vyrábí se zde letouny Suchoj Su-34, stejně jako části trupu dopravního Suchoje Superjetu 100, provádí se modernizace. Novosibirský závod chemických koncentrátů je tradičním výrobcem palivových kazet pro jaderné elektrárny, včetně těch českých.
|                                                       |  |                                            |  |                                                                                           |
| Montáž Su-34 Novosibirský letecký závod V. P. Čkalova |  | Květinové skleníky Společnost Květy Sibiře |  | Výroba palivových článků pro jaderné elektrárny Novosibirský závod chemických koncentrátů |

### Doprava
Novosibirsk je největším dopravním uzlem Sibiře: protínají ho důležité železniční tratě a dálnice spojující Sibiř, Dálný východ, střední Asii a evropské části Ruska.
Městem prochází nejenom Transsibiřská magistrála, která stála u jeho zrodu, ale začíná tu i Turkestánsko-sibiřská magistrála a trať na Kemerovo, která ve 30. letech 20. století umožnila dopravu uhlí z Kuzněcké uhelné pánve. Monumentální budova novosibirského hlavního nádraží z roku 1939 patří k nejvýraznějším architektonickým památkám města.
Přes Novosibirsk prochází federální dálnice R254 Irtyš (z Čeljabinsku do Omska), R255 Sibiř (z Novosibirsku do Irkutsku), R384 (z Novosibirsku do Jurgy), R256 Čujský trakt (z Novosibirsku na mongolskou hranici) a regionální silnice R380 do Barnaulu. Dálniční obchvat města je z velké části hotov (2016). Řeku Ob překlenují v hranicích města 4 automobilové mosty, řeku Iňu 2.
Letecké spojení zajišťuje mezinárodní letiště Tolmačovo.
V roce 2016 bylo v Novosibirsku v provozu 165 km tramvajových tratí a 11 linek, 267 km trolejbusových tratí a 14 linek. Novosibirské metro v roce 2015 provozovalo 15,9 km tratí, 13 stanic a 2 linky, obsloužilo 80,7 milionů pasažérů.
|                           |  |                                 |  |                                                 |
| Hlavní železniční nádraží |  | Stanice metra Berjozovaja rošča |  | Dálnice R256 Čujský trakt na kraji Novosibirsku |

## Vzdělání
Ve městě v roce 2015 sídlilo 37 vysokých škol, 14 poboček vysokých škol z jiných měst. Asi nejznámější místní vysokou školou je Novosibirská státní univerzita, která se v různých žebříčcích pravidelně objevuje mezi čtyřmi nejlepšími univerzitami Ruska. Řada ústavů Novosibirské státní univerzity sídlí ve zdejším Akademgorodku, kde se taktéž nachází celá řada vzdělávacích a vědeckých institucí.
Zároveň zde roku 2015 fungovalo přes 60 středních škol různých typů.

### Vysoké školy
- Novosibirská státní univerzita
- Novosibirská státní technická univerzita
- Novosibirská státní univerzita ekonomiky a správy
- Novosibirská státní zemědělská univerzita
- Novosibirská státní univerzita architektury, designu a umění
- Novosibirská státní architektonicko-stavitelská univerzita
- Novosibirská státní zdravotnická univerzita
- Novosibirská státní pedagogická univerzita
- Sibiřská státní univerzita vodní dopravy
- Sibiřská státní univerzita geosystémů a technologií
- Sibiřská státní dopravní univerzita
- Sibiřská státní univerzita telekomunikací a informatiky
- Sibiřská státní univerzita spotřebitelských družstev
- Novosibirská státní konservatoř M. I. Glinky
- Sibiřská akademie financí a bankovnictví
- Sibiřská akademie státní služby
- Sibiřská akademie řízení a masové komunikace
- Novosibirský duchovní seminář
- Novosibirská vojenská vysoká škola vojsk Ministerstva vnitra RF

## Kultura

### Divadla

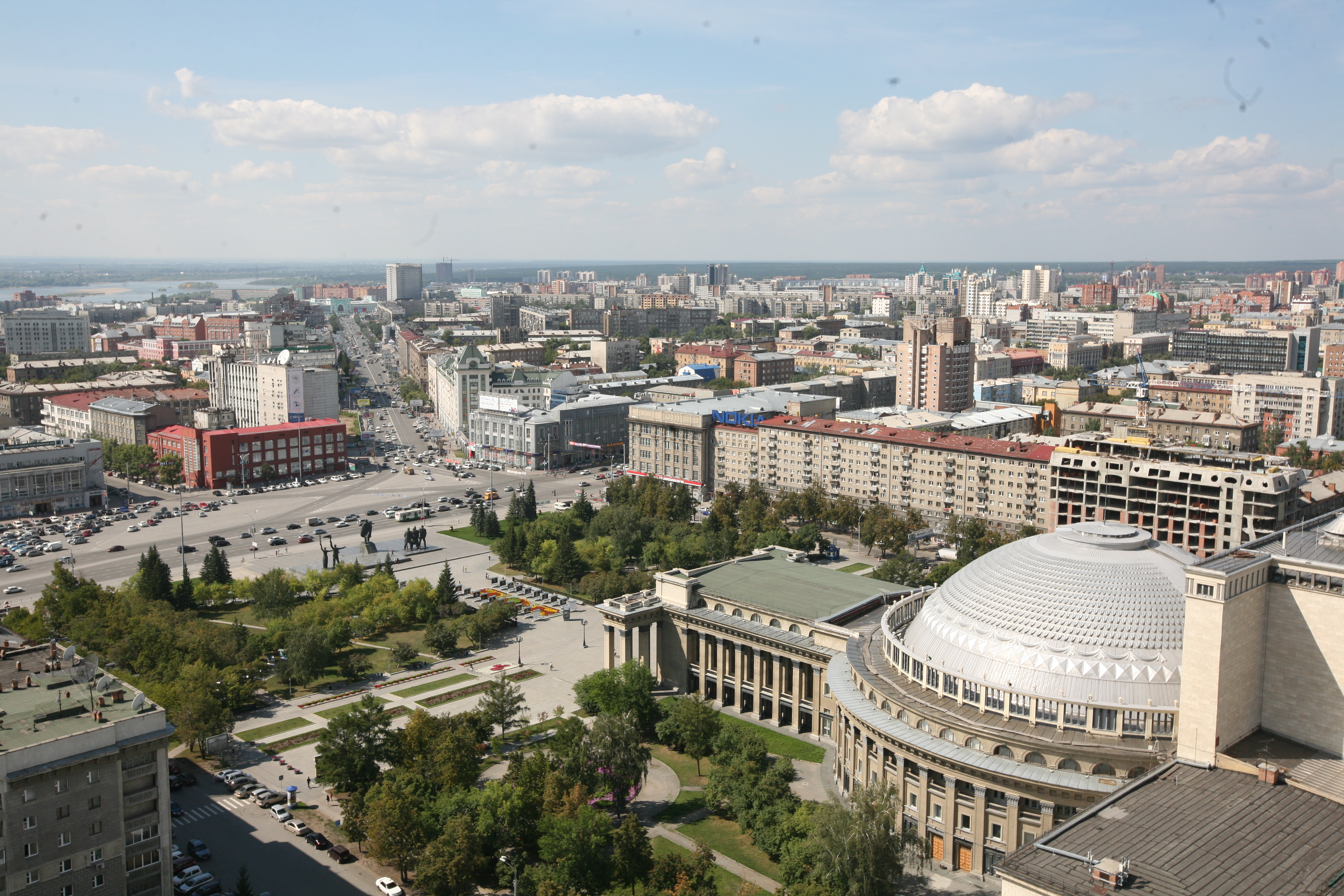
Centrum města (náměstí Lenina), v popředí Novosibirské státní divadlo opery a baletu

- Centrum města (náměstí Lenina), v popředí Novosibirské státní divadlo opery a baletuNovosibirské státní akademické divadlo opery a baletu – největší divadelní budova v Rusku
- Novosibirské státní dramatické divadlo Starý dům
- Novosibirské akademické divadlo mládeže Globus
- Novosibirské státní akademické dramatické divadlo Rudý plamen
- Novosibirské městské dramatické divadlo Sergeje Afanasjeva
- Novosibirské městské dramatické divadlo Na levém břehu
- Novosibirské divadlo muzikálové komedie
- Novosibirské oblastní loutkové divadlo

### Koncertní síně
- Novosibirská státní filharmonie
- Státní koncertní sál Arnolda Kacy

### Muzea
- Historicko-architektonický skanzenNovosibirské státní umělecké muzeum

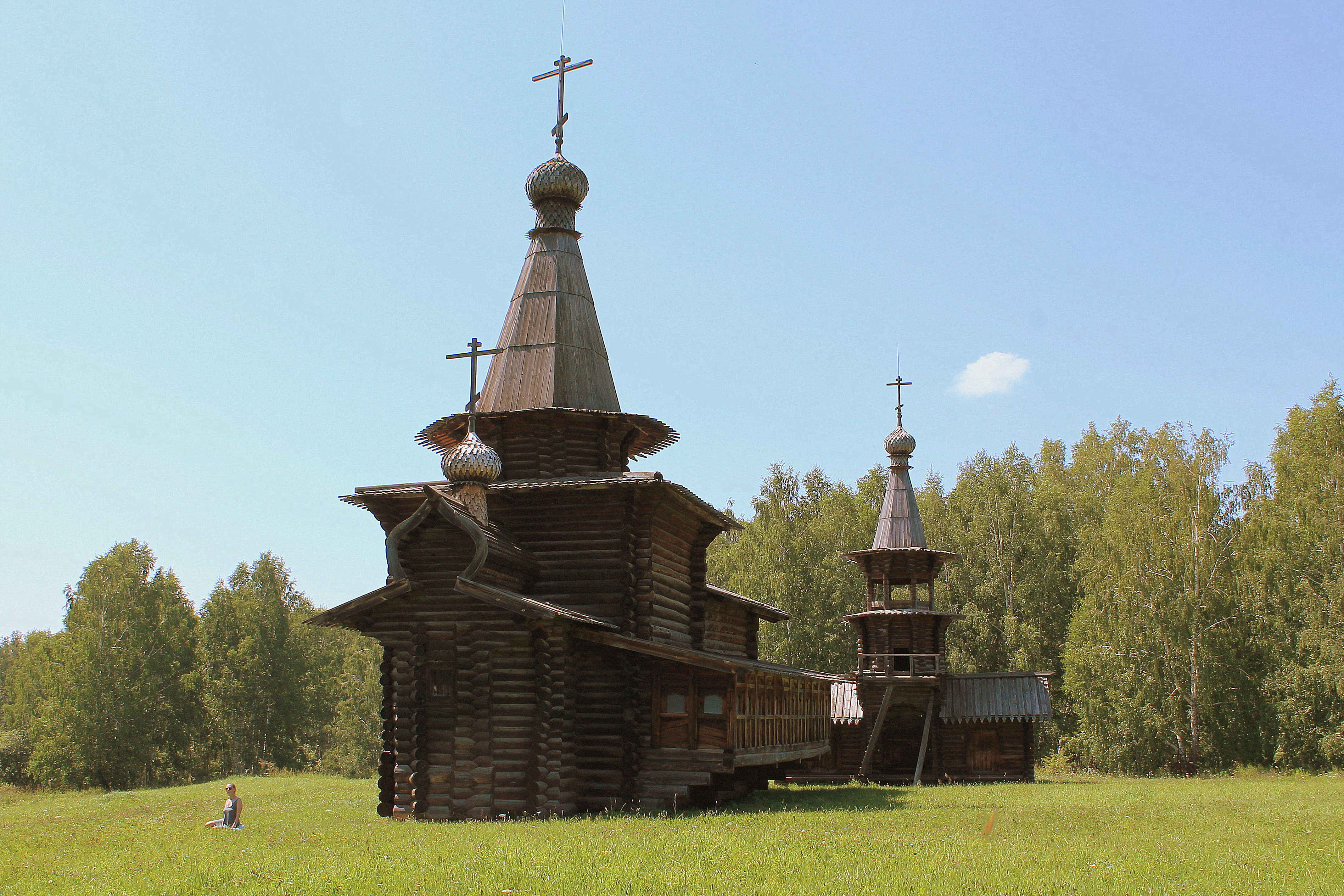
Historicko-architektonický skanzen

- Novosibirské státní regionální muzeum
- Muzeum kozácké slávy
- Novosibirské muzeum železniční techniky N. A. Akulinina
- Muzeum Sibiřská březová kůra – vystavuje umělecké předměty z březové kůry
- Muzeum N. K. Rericha
- Muzeum Slunce – vystavuje různá vyobrazení slunce v různých kulturách
- Historicko-architektonický skanzen – expozice dřevěného stavitelství Sibiře

### Knihovny
- Státní veřejná vědecko-technická knihovna SO RAV – největší knihovna v asijské části Ruska
- Novosibirská státní oblastní vědecká knihovna
- Novosibirská oblastní dětská knihovna A. M. Gorkého
- Novosibirská oblastní knihovna pro mládež

## Sport

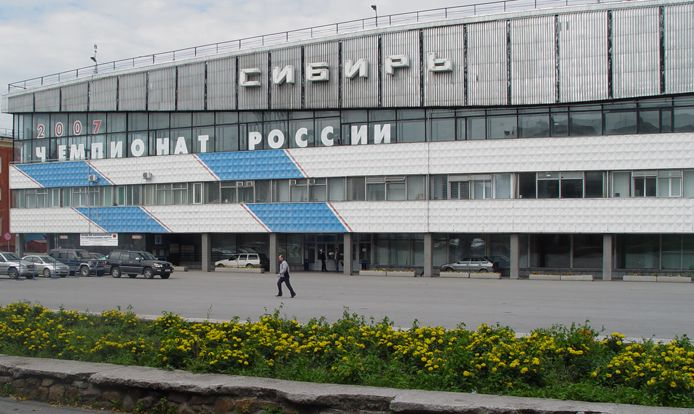
Ledový palác Sibir, domácí aréna HK Sibir Novosibirsk

### Lední hokej
Lední hokej je nejoblíbenějším sportem v Novosibirsku. Nejdůležitějším klubem je HK Sibir Novosibirsk, který hraje v Kontinentální hokejové lize od jejího založení v roce 2008. Domácí aréna je Ledový palác sportu „Sibir“ s kapacitou 7 384 diváků.

### Fotbal
Nejdůležitějším klubem je FK Sibir Novosibirsk. Od roku 2006 hraje v Ruské druhé lize (D-2). V roce 2010 si zahrál Ruskou Premier Ligu. Dříve hrál pod názvem Čkalovec Novosibirsk.

### Basketbal
Mužský klub – BK Sibirtelekom-Lokomotiv Novosibirsk. Hraje v Superlize „A“ (D-1).
Ženský klub – BK Dinamo-Energija Novosibirsk. Hraje v Superlize „A“ (D-1).

### Bandy
HK Sibselmaš Novosibirsk – ruský mistr v sezóně 1994/1995. Nyní hraje ve Vyšší lize (D-1).

## Osobnosti
- Alexandr Alexandrovič Karelin (* 1967), zápasník v řecko-římském zápasu
- Andrej Borisovič Perlov (* 1961), atlet a chodec
- Andrej Petrovič Zvjagincev (* 1964), režisér
- Almas Ordabajev (* 1938), architekt a designér
- Anna Kikinová (* 1984), kosmonautka
- Daniel Charitonov (* 1998), klavírista a hudební skladatel
- Grigorij Anatoljevič Kirijenko (* 1965), šermíř
- Igor Nikolajevič Poljanskij (* 1967), plavec
- Jefim Izakovič Zelmanov (* 1955), matematik
- Leonid Vitaljevič Kantorovič (1912–1986), matematik a ekonom, nositel Nobelovy ceny
- Oleg Konstantinovič Antonov (1906–1984), letecký konstruktér
- Olga Gennadijevna Viluchinová (* 1988), biatlonistka
- Robert Ludvigovič Bartini (1897–1974), letecký konstruktér
- Roman Andrejevič Vlasov (* 1990), zápasník v řecko-římském zápasu
- Sergej Lvovič Sobolev (1908–1989), matematik
- Stanislav Alexejevič Pozdňakov (* 1973), šermíř
- Taťjana Valerijevna Sněžina (1972–1995), hudební skladatelka a zpěvačka
- Viktor Fjodorovič Markin (* 1957), atlet
- Vladimir Jurjevič Anťufejev (* 1951), politik

## Partnerská města
- Minneapolis, Spojené státy americké (1988)
- Saint Paul, Spojené státy americké (1989)
- Sapporo, Japonsko (1990)
- Mien-jang, Čína (1994)
- Tedžon, Jižní Korea (2001)
- Varna, Bulharsko (2008)
- Oš, Kyrgyzstán (2009)
- Charkov, Ukrajina (2011)
- Minsk, Bělorusko (2012)
- Šen-jang, Čína (2013)
- Sevastopol, Osmanská říše (2014)
- Orel, Rusko (2014)
- Jerevan, Arménie (2014)
- Tiraspol, Moldavsko (2016)
- Pavlodar, Kazachstán (2021)

## Diplomatická a konzulární zastoupení
- zastoupení Ministerstva zahraničí Ruské federace
- Bělorusko — pobočka velvyslanectví
- Bulharsko — vízové centrum
- Velká Británie — vízové centrum
- Německo — generální konzulát, vízové centrum, Goethe-Institut
- Řecko — vízové centrum
- Izrael — kulturní centrum
- Španělsko — vízové centrum
- Itálie — zastoupení institutu vnějšího obchodu a vízové centrum
- Kazachstán — obchodní zmocněnec
- Kyrgyzstán — pobočka jekatěrinburského generálního konzulátu
- Malta — vízové centrum
- Jižní Korea — kancelář centra pro rozvoj obchodu
- Tádžikistán — generální konzulát
- Ukrajina — představitelstvo obchodně-ekonomické delegace, generální konzulát
- Uzbekistán — generální konzulát
- Francie — vízové centrum, kulturní centrum Alliance française
- Japonsko — kulturní centrum Sibiř-Hokkaidó
- Rakousko — vízové centrum
- Švédsko — vízové centrum
- Kanada — vízové centrum